# Tiempo del tiempo
Tiempo del tiempo es un breve noticiero meteorológico y de tránsito, emitido de lunes a viernes a las 6:30 a. m., por Canal 13, antes de Arriba argentinos. Es conducido por Alejandro Ramos.

## Historia
El programa fue lanzado por primera vez el 1 de enero de 2007 como previa del informativo Arriba Argentinos y se emitía desde el mismo estudio. Informaba el estado del tiempo (temperatura, humedad, vientos, presión, estado del cielo) de las condiciones presentes reportadas en distintos puntos de Capital Federal y Gran Buenos Aires, al mismo tiempo que en el resto de las ciudades del resto del país. También se indicaban curiosidades y datos interesantes sobre la meteorología y sobre las Ciencias Naturales, con lo que el micro tuvo un leve tinte de divulgación científica. Comenzó siendo conducido por Mauricio Saldivar.
Mantenía un promedio de 5 puntos de audiencia según IBOPE. El 9 de abril de 2010, fue el último programa al aire y fue reemplazado por Agro Síntesis, noticiero de carácter agropecuario. El programa no fue emitido entre 2010 y 2015.
El 9 de septiembre de 2013, el noticiero vuelve a emitirse por El Trece, conducido nuevamente por Mauricio Saldivar, esta vez con locución de Alejandro Ramos. Sale al aire a las 6:45 a. m. y obtiene 4 puntos de audiencia en promedio. Por ende, se convierte en el programa más visto de la televisión abierta en esa franja horaria.
Ante la renuncia de Mauricio Saldivar, el programa pasa a ser conducido por Alejandro Ramos e ingresa el joven meteorólogo Alpio Costa.
El 5 de septiembre de 2016, Alpio Costa es desvinculado del canal y el programa pasa a ser conducido únicamente por Alejandro Ramos.
El 3 de octubre de 2016, ingresa la locutora Nazarena Di Serio en reemplazo de Alpio Costa. A su vez, Marcelo Bonelli ingresa al programa para presentar los principales títulos. Alejandro Ramos sigue en la conducción.
En 2022, Nazarena Di Serio se retira del programa, en su lugar, llega Marina Señuk y Marcelo Bonelli deja de presentar los títulos principales, en su lugar, los presenta Alejandro Ramos (quien sigue con la conducción del programa).

## Presentadores
- 2007-2010, 2013-2015: Mauricio Saldivar y Alejandro Ramos
- 2015-2016: Alejandro Ramos y Alpio Costa
- 2016-2022: Alejandro Ramos y Nazarena Di Serio
- 2022-2025: Alejandro Ramos y Marina Señuk
- 2025-presente: Alejandro Ramos y Sergio Jalfin